# زمزمه قلب
زمزمهٔ قلب یا نجوای درون (ژاپنی: 耳をすませば هپبورن: Mimi o Sumaseba, به‌معنی "اگر به دقت گوش کنی") انیمه عاشقانه ساختهٔ ۱۹۹۵ به‌کارگردانی یوشیفومی کوندو و نویسندگی هایائو میازاکی است که اقتباسی از مانگایی با همین نام به‌نویسندگی آئوی هیراگی در سال ۱۹۸۹ است. این انیمه را استودیو جیبوری برای توکوما شوتن، نیپون تلویژن و هاکوهودو ساخته بود و توهو آن را توزیع کرد. ستاره‌های فیلم یوکو هونا، ایسی تاکاهاشی، تاکاشی تاچیبانا، شیگرو موروئی، شیگرو تسویوگوچی و کیجو کوبایاشی هستند. این نخستین فیلم سینمایی استودیو جیبوری بود که توسط کسی به‌جز میازاکی یا ایسائو تاکاهاتا کارگردانی شده بود.
زمزمه قلب تنها تجربهٔ کارگردانی کوندو پیش از مرگش در سال ۱۹۹۸ بود. استودیو جیبوری امیدوار بود که کوندو جانشین میازاکی و تاکاهاتا شود.
در سال ۲۰۰۲ انیمهٔ بازگشت گربه به‌عنوان دنبالهٔ این اثر با تمرکز بر شخصیت فرعی بارون ساخته شد.

## داستان
داستان این انیمه دربارهٔ دختری به نام شیزوکو است. او عاشق مطالعه کردن است اما روزی متوجه شباهت عجیبی می‌گردد. تمام کتاب‌هایی که برای مطالعه از کتابخانه گرفته است، قبلاً توسط شخصی به نام سی‌جی آماساوا خوانده شده است. در نتیجه شیزوکو تصمیم می‌گیرد به دنبال این اسم برود و بعد از اتفاقاتی که می‌افتد او با پدربزرگ آماساوا آشنا می‌گردد و این آشنایی سبب می‌شود شیزوکو هدف واقعی‌اش را از زندگی بشناسد. کشفی که زندگی او را به‌طور کامل تغییر خواهد داد…

## صداپیشه‌ها
| شخصیت                    | توضیح                                        | صدای زبان اصلی                 | دوبلهٔ انگلیسی دیزنی     |
| ------------------------ | -------------------------------------------- | ------------------------------ | ----------------------- |
| شیزوکو تسوکیشیما         | دانش آموز ۱۴ ساله دبیرستان که عاشق کتاب است. | یوکو هونا                      | بریتنی اسنو             |
| سیجی آماساوا             | سازنده ویولن در مدرسهٔ شیزوکو تسوکیشیما       | ایسی تاکاهاشی                  | دیوید گلگر              |
| آسامو تسوکیشیما          | دانشجوی کارشناسی ارشد و مادر شیزوکو و شیهو   | شیگرو موروئی                   | جین اسمارت              |
| سیا تسوکیشیما            | کتابدار و پدر شیزوکو                         | تاکاشی تاچیبانا                | جیمز سیکینگ             |
| بارون هومبرت وون جیکینگت | تمثالی از آلمان متعلق به شیرو نیشی           | شیگرو تسویوگوچی                | کری الویس               |
| شیرو نیشی                | صاحب عتیقه‌فروشی محلی                         | کیجو کوبایاشی                  | هارولد گلد              |
| یوکو هارادا              | دوست شیزوکو در مدرسه                         | مایکو کایاما                   | اشلی تیزدیل             |
| کوساکا سنسئی             | پرستار در مدرسه شیزوکو                       | می‌نامی تاکایاما                | ویکی دیویس              |
| کینویو و نائو            | دوستان مدرسه شیزوکو                          | مایومی ایزوکا مای چیبا         | میکا بورم ابیگیل میویتی |
| سوگیمورا                 | کراش یوکو و دوست شیزوکو                      | یوشیمی ناکاجیما                | مارتین اسپانیرز         |
| شیهو تسوکیشیما           | خواهر بزرگتر شیزوکو و یک دانش‌آموز کالج       | یوری یاماشیتا                  | کورتنی تورن-اسمیت       |
| دوستان موسیقی نیشی       | نوازندگان موسیقی صاحب عتیقه‌فروشی محلی        | توشیو سوزوکی و نائوشیسا اینوئه | (کیتا) واکر ادمیستن     |